# Родники (Гродненская область)
Родники́ (бел. Раднікі) — деревня в Волковысском районе Гродненской области Беларуси. Входит в состав Гнезновского сельсовета.

## Население
В 2007 году в деревне проживало 290 человек.

## География
Расположен в 17 км к западу от Волковыска, в 85 км от Гродно, в 6 км от железнодорожной станции Мстыбава. Рядом с селом протекает река Наумка .

## История
Известен с XVII века. В 1796 году усадьба и деревня, входившие в состав Дьяковского старосты, принадлежали Антонию Ганевскому.
В 1914 году 63 двора, 400 жителей.
До 26 сентября 2006 года село входило в состав Шиловицкого сельсовета.

## Инфраструктура
В деревне имеются магазин, отделение связи, фельдшерско-акушерский пункт, клуб, библиотека, начальная школа на 30 мест.

## Население
- 1914 — 63 двора, 400 жителей.
- 2001—333 жителя, 122 двора.
- 2004—125 дворов, 343 жителя.
- 2007—290 жителей

## Памятные места
Братская могила советских воинов, памятник соотечественникам, погибшим в Великой Отечественной войне.